# 斯伟江
斯伟江（1970年—），浙江诸暨人，知识产权律师，大邦律师事务所合伙人。毕业于华东政法大学，曾游学美国。高级律师，擅长诉讼仲裁、知识产权、其他民商事法律事务等，为公司、个人提供常年或专项法律服务，以知识产权方向为主。

## 生平
- 1992年7月毕业于华东政法大学法律系，法学士学位。1992年起执业，高级律师。
- 上海大邦律师事务所合伙人。曾任浙江协力律师事务所律师、浙江矛盾律师事务所创设合伙人、星韵律师事务所上海分所执行主任、国浩律师事务所合伙人。
- 华东政法大学兼职教授，同济大学兼职讲习（案例教学）。
- 全国律师协会知识产权委员会副秘书长、执行委员。
- 上海市律师协会业务研究和职业培训委员会副主任。
- 上海市律师协会知识产权委员会副主任。
- 《上海律师》杂志编委。
- 上海投资咨询公司特聘知识产权专家。
- 中央电视台《为您服务》法律版块嘉宾[2]、上海电视台《撞击》嘉宾、《夜线约见》嘉宾。
- 2011年任凤凰网《斯文扫地》栏目专栏作者。[3]
- 2011年4月19日斯伟江接受李庄家属的委托将出庭为李庄辩护。
- 2013年3月，因发表《中南海来信》，他在中国各个社交媒体（包括新浪微博、财新网博客、新浪博客、凤凰网博客、天涯博客）上的帐号几乎同时遭到删除。
- 2014年6月8日，受浦志强妻子委托，接手浦志强案[4]。
- 2014年12月8日出庭为林森浩辩护。
- 2015年8月11日晚，大陆多名律师转发斯伟江律师被北京警方限制出境的消息。